# Fort Myers
Pour les articles homonymes, voir Myers.
Fort Myers est une ville américaine, siège du comté de Lee sur la côte du Golfe, dans l'État de Floride. Fondée en 1886, elle est l'une des villes de Floride à la plus grande croissance démographique récente. Au recensement de 2020, elle compte 86 395 habitants, contre 62 298 habitants lors du recensement de 2010. 

## Histoire
La ville est baptisée en l'honneur du colonel  Abraham Myers (en) (1811-1889). Le 10 mai 1904, l'accès à Fort Myers est amélioré avec l'arrivée de l'Atlantic Coast Line Railroad depuis Punta Gorda. L'année 1924 marque le début de la construction du pont Edison vers North Fort Myers et le commencement de la forte croissance démographique de la ville.

## Géographie
Fort Myers s'étend le long des berges sinueuses du fleuve Caloosahatchee. Si l'expansion urbaine de ces dernières décennies repousse les limites de l'agglomération au-delà de l'Interstate 75 (I-75) et en direction des villes voisines de North Fort Myers et Cape Coral de l'autre côté du fleuve, le centre-ville aujourd'hui rénové, avec ses restaurants et maisons anciennes, attire les touristes.
La ville s'étend sur 48,98 milles carrés (126,86 km2), dont 39,96 milles carrés (103,5 km2) de terres. Elle est desservie par l'aéroport international du sud-ouest de la Floride, situé à son sud-est.

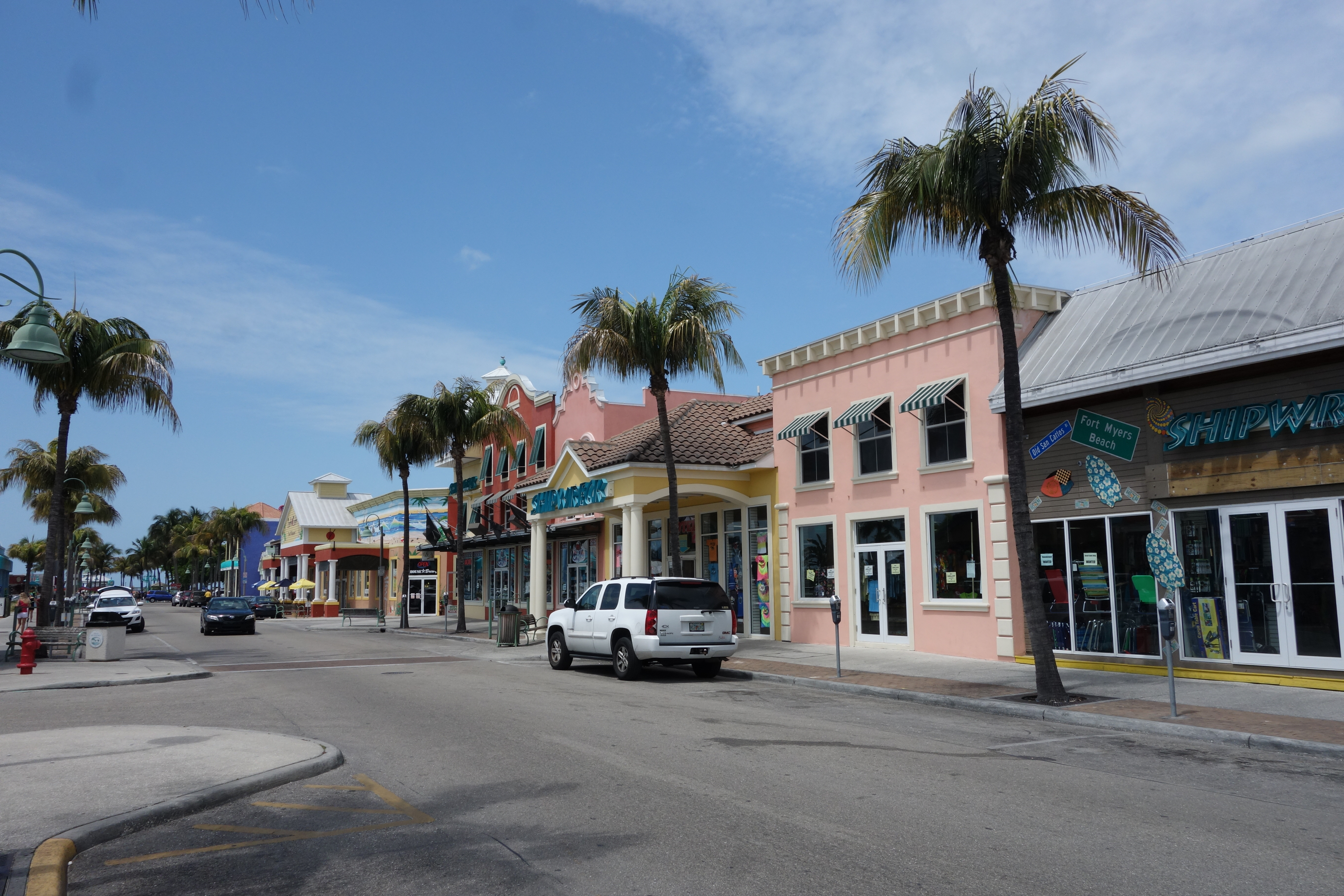
Centre-ville.
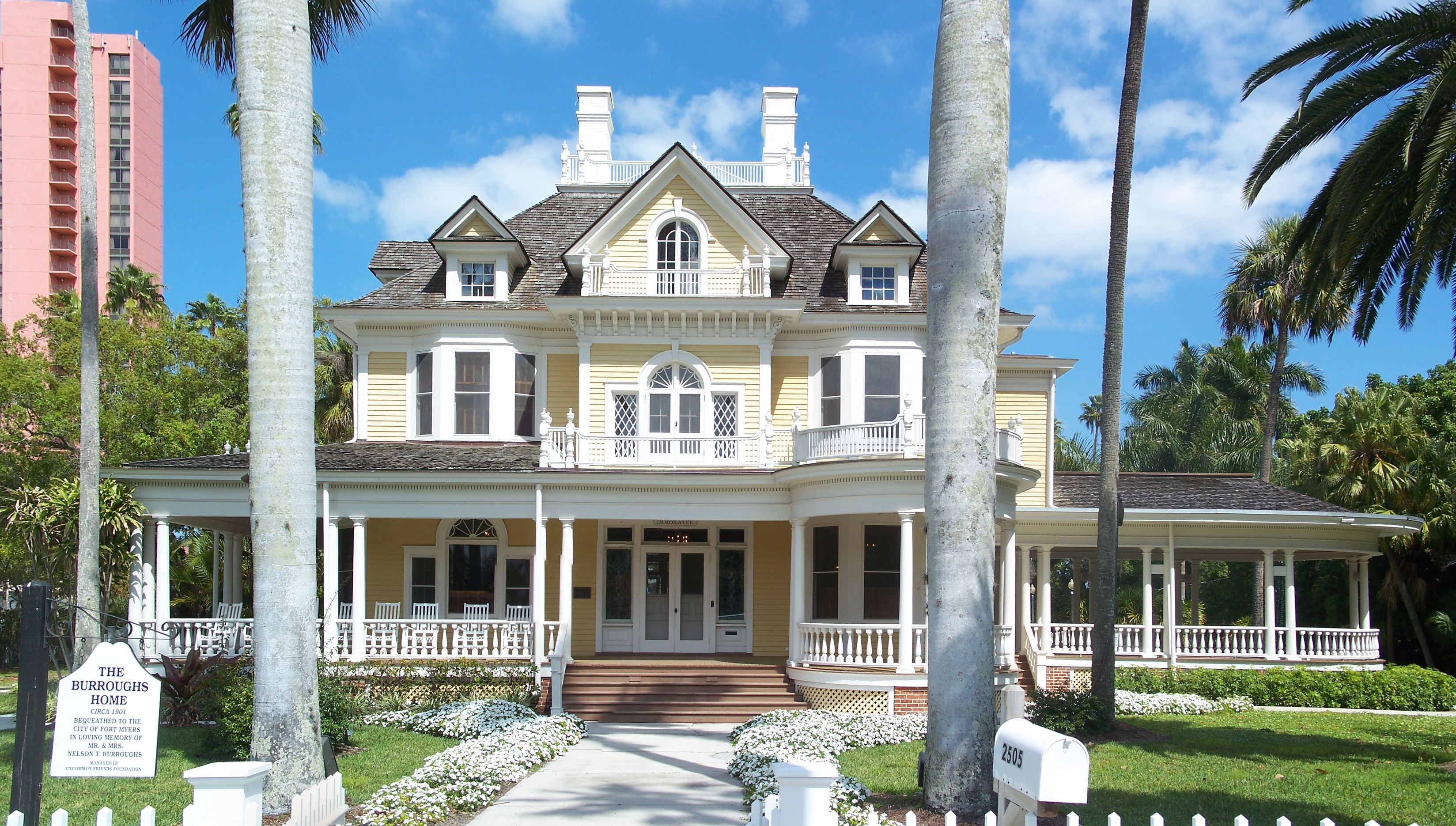
Murphy-Burroughs House.
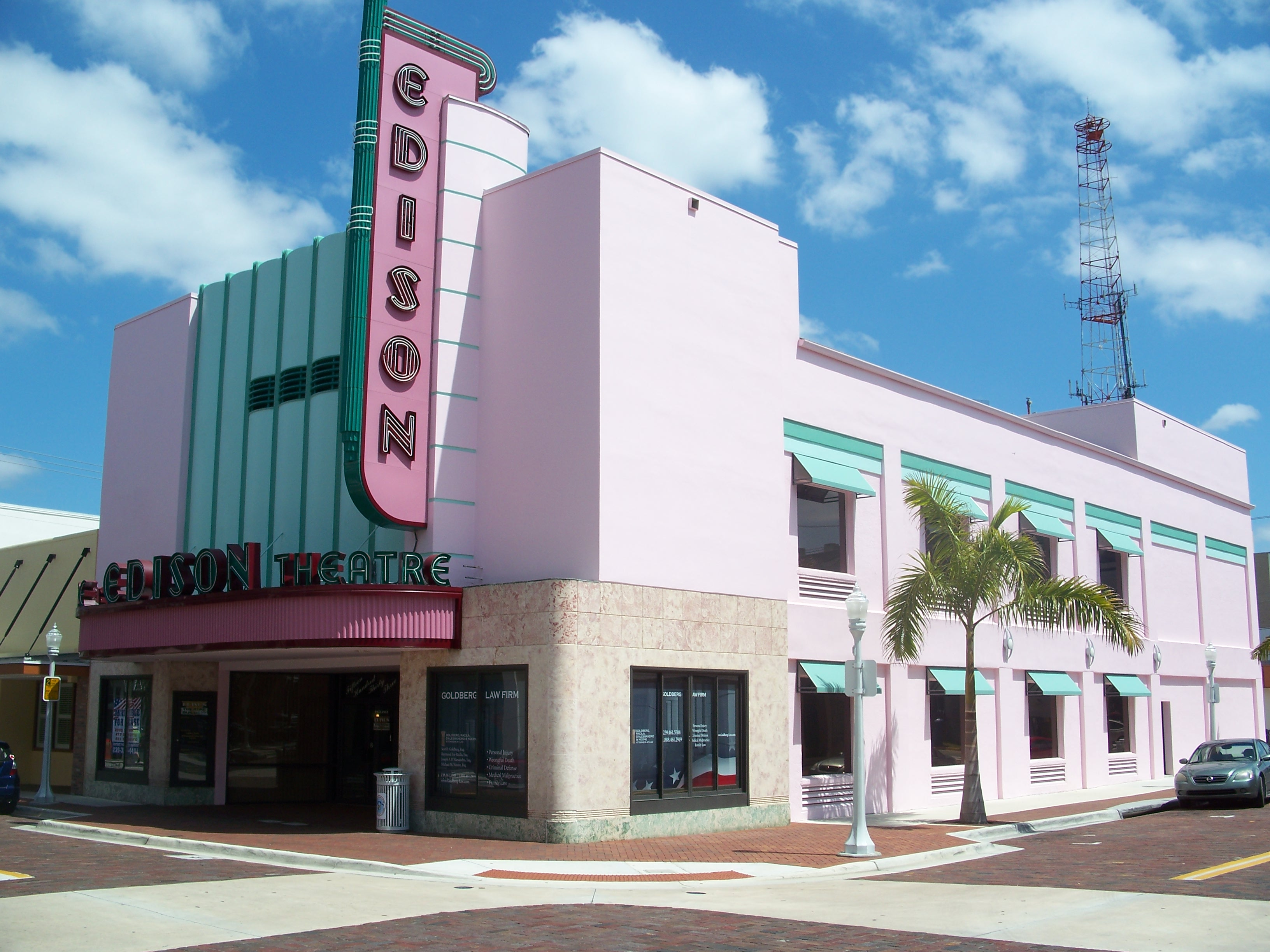
Edison Theatre.

## Démographie
| 1890 | 1900 | 1910  | 1920  | 1930  |
| ---- | ---- | ----- | ----- | ----- |
| 575  | 943  | 2 463 | 3 678 | 9 082 |

| 1940   | 1950   | 1960   | 1970   | 1980   |
| ------ | ------ | ------ | ------ | ------ |
| 10 604 | 13 195 | 22 523 | 27 351 | 36 638 |

| 1990   | 2000   | 2010   | 2020   | - |
| ------ | ------ | ------ | ------ | - |
| 45 206 | 48 208 | 62 298 | 86 395 | - |

## Personnalités liées à la ville
Les personnalités suivantes sont liées à la ville :
- Thomas Edison (1848-1931), résident de Fort Myers, inventeur américain ;
- Henry Ford (1863-1947), résident de Fort Myers, industriel américain ;
- Connie Mack IV (né en 1967), natif de Fort Myers, homme politique américain ;
- Deion Sanders (né en 1967), natif de Fort Myers, ancien joueur américain de football américain.